# Hyæna
Hyæna es el sexto álbum de estudio de la banda británica de rock Siouxsie And The Banshees, lanzado en 1984 a través de Polydor Records. Se remasterizó y reeditó en 2009 con pistas adicionales.
Es el único disco de la banda en contar con composiciones y grabaciones de  Robert Smith de The Cure.

## Lista de canciones
- Todas las canciones compuestas por Siouxsie & the Banshees; todas las letras de Sioux, a menos que se indique lo contrario.

### Versión británica 1984
1. "Dazzle" - 5:30
2. "We Hunger" - 3:31
3. "Take Me Back" - 3:03
4. "Belladonna" (Lyrics: Severin) - 4:30
5. "Swimming Horses" - 4:06
6. "Bring Me the Head of the Preacher Man" (Lyrics: Severin) - 4:37
7. "Running Town" - 4:04
8. "Pointing Bone" (Lyrics: Severin) - 3:49
9. "Blow the House Down" - 6:59

### Versión estadounidense 1984
1. "Dazzle"
2. "We Hunger"
3. "Take Me Back"
4. "Belladonna" (Lyrics: Severin)
5. "Swimming Horses"
6. "Dear Prudence" (Lennon/McCartney)
7. "Bring Me the Head of the Preacher Man" (Lyrics: Severin)
8. "Running Town"
9. "Pointing Bone" (Lyrics: Severin)
10. "Blow the House Down"

### Remasterización 2009
1. "Dear Prudence" (Lennon/McCartney)
2. "Dazzle" (Glamour Mix)
3. "Baby Piano" (Part One - pista inédita)
4. "Baby Piano" (Part Two - pista inédita)

## Personal
- Siouxsie Sioux: voz
- Steven Severin: bajo y teclados
- Budgie: batería, percusión, marimba
- Robert Smith: guitarra, teclados
- Robin Canter: madera
- The Chandos Players: cuerdas
- Mike Hedges: productor, ingeniero
- David Kemp: Ingeniero asistente
- Siouxsie & the Banshees: producción